# ポレージネ・ジベッロ
ポレージネ・ジベッロ（伊: Polesine Zibello）は、イタリア共和国エミリア＝ロマーニャ州パルマ県にある、人口約3,100人の基礎自治体（コムーネ）。
コムーネ統廃合 (it:Fusione di comuni italiani) により、2016年1月1日にポレージネ・パルメンセ, ジベッロが合併して新自治体が発足した。

## 地理

### 位置・広がり

#### 隣接コムーネ
隣接するコムーネは以下の通り。括弧内のCRはクレモナ県、PCはピアチェンツァ県所属を示す。
- ブッセート
- ピエーヴェ・ドルミ (CR)
- ロッカビアンカ
- サン・ダニエーレ・ポー (CR)
- ソラーニャ
- スターニョ・ロンバルド (CR)
- ヴィッラノーヴァ・スッラルダ (PC)

### 気候分類・地震分類
ポレージネ・ジベッロにおけるイタリアの気候分類 (it) および度日は、zona E, 2376 GGである。
また、イタリアの地震リスク階級 (it) では、zona 3 (sismicità bassa) に分類される。

## 行政

### 分離集落
ポレージネ・ジベッロには、以下の分離集落（フラツィオーネ）がある。
- Ardella, Ardola, La Motta, Ongina, Pieveottoville, Polesine Parmense, Santa Croce, Santa Franca, Vidalenzo, Zibello (sede comunale)